# 흡수분광학

태양 스펙트럼상의 프라운호퍼 선.

흡수분광학(吸收分光學, absorption spectroscopy)이란 전자기 복사의 흡수(흡광)를 측정의 수단으로 사용하는 분광학이다. 어떤 물질은 에너지, 즉 광자를 흡수하기 마련이고, 빛의 진동수에 따라 흡수되는 정도는 달라진다. 그리고 이 흡수 정도의 차이에 의해 흡수 스펙트럼이 나타난다.
흡수분광학은 표본 속에 특정한 물질이 있는지 알아보기 위한 분석화학적 수단으로 이용된다.

## 같이 보기
- 라이먼-알파 숲
- 광전자 분광학